# Gerhard Bühler (Maler)

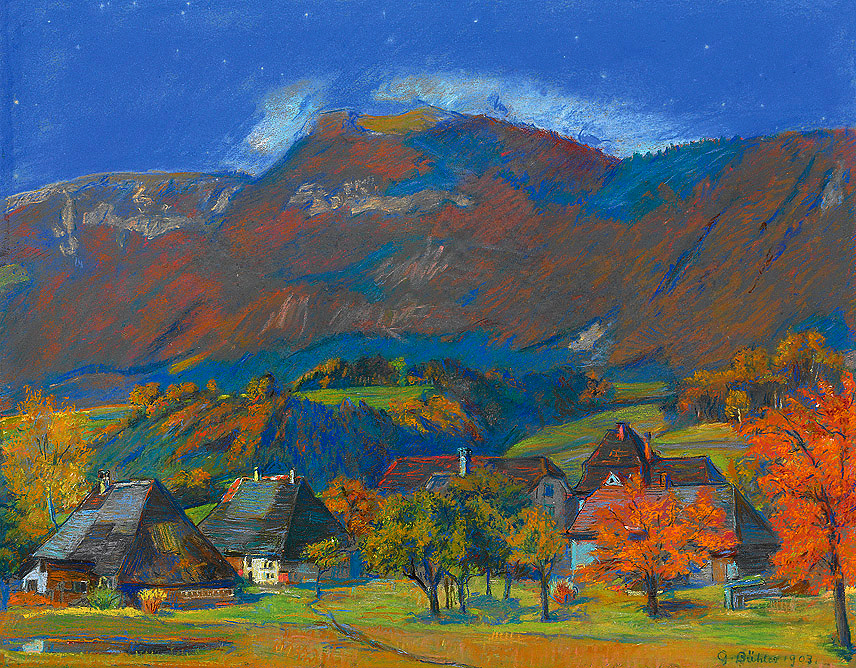
Weissenstein im Schweizer Jura

Gerhard Bühler (* 21. Juli 1868 in Igis; † 11. Februar 1940 in Solothurn) war ein Schweizer Zeichenlehrer, Radierer, Maler und Publizist.

## Leben
Gerhard Bühler, geboren als Sohn des Pfarrers Christian Bühler und der Cecilia Bühler-Schricks, besuchte seit 1886 das Gymnasium der Kantonsschule Aarau. Er studierte an der Universität Bern, an der Kunstgewerbeschule Zürich, seit dem 2. November 1892 an der Königlichen Akademie der Künste in München bei Johann Leonhard Raab und Otto Seitz, an der Königlich Preussischen Akademie der Künste in Berlin bei Paul Friedrich Meyerheim. Dann setzte er das Studium an den Kunstakademien in Dresden und Karlsruhe sowie an der Kunstakademie Genf und der Technischen Hochschule Charlottenburg fort.
Nach dem Studienaufenthalt in Florenz und Brüssel erhielt er 1886 am Technikum Winterthur das Zeichenlehrerpatent für Fortbildungsschulen und liess sich mit 28 Jahren in Solothurn nieder. Von 1896 bis 1925 war er als Zeichnungslehrer an der dortigen Kantonsschule tätig.
Neben seiner pädagogischen Tätigkeit war er als Maler und Grafiker tätig und nahm an Kunstausstellungen teil.  Gerhard Bühler veröffentlichte in der Tagespresse und in Fachzeitschriften zahlreiche Beiträge zu künstlerischen und kunstgewerblichen Themen.
Er war mit Amalie Gunzinger verheiratet, das Paar blieb kinderlos.